# Платонов, Александр Константинович
Александр Константинович Платонов (3 января 1931 — 17 сентября 2017, Москва) — учёный-механик, роботехник, лауреат премии имени А. А. Андронова

## Биография
Родился в 1931 году.
В 1954 году окончил Московский авиационный институт, и в 1958 году — заочную аспирантуру НИИ-1 МАП.
В 1964 году — защитил кандидатскую диссертацию.
С 1954 по 1957 годы — работа в НИИ-1 МАП (ныне — Исследовательский центр имени М. В. Келдыша) с прикомандированием к ОПМ МИАН АН СССР (сейчас — Институт прикладной математики имени М. В. Келдыша РАН).
С 1957 года и до самой смерти работал в ИПМ.
Член Учёного Совета Института, заведующий сектором № 3 отдела № 5, профессор базовой кафедры МФТИ в ИПМ.
Член бюро Научного совета РАН по робототехнике и автоматизированному производству.
Скончался 17 сентября 2017 года. Похоронен на Троекуровском кладбище (участок 25) . 

### Область научных интересов
Прикладная небесная механика и астрономия Солнечной системы; навигация и управление полётом космических аппаратов; авиационная и ракетно-космическая техника; вычислительная техника и вычислительная математика; робототехника с промышленными и медицинскими приложениями; биомеханика, механика и управление движением шагающих машин; программно-алгоритмическое моделирование экономических систем.

## Награды
- Ленинская премия (1965)
- Государственная премия СССР (1973)
- Звание «Заслуженный деятель науки Российской Федерации» (1998)
- Премия имени А. А. Андронова (2009) — за цикл работ «Динамика, управление, информационное обеспечение робототехнических и мехатронных систем»